# Дорохов, Николай Яковлевич
Николай Яковлевич Дорохов (20 мая 1920, Мазалово, Томская губерния — 25 апреля 1994, Томск) — старшина Советской Армии, участник Великой Отечественной войны, Герой Советского Союза (1944). Почётный гражданин Томска.

## Биография
Родился 20 мая 1920 года в деревне Мазалово (ныне — Томский район Томской области) в семье крестьянина. После окончания семи классов школы работал в колхозе. В 1939 году окончил курсы трактористов. 
В августе 1942 года был призван на службу в Рабоче-крестьянскую Красную Армию. С октября того же года — на фронтах Великой Отечественной войны. К августу 1943 года гвардии сержант Николай Дорохов был пулемётчиком 104-го гвардейского стрелкового полка 36-й гвардейской стрелковой дивизии 57-й армии Степного фронта. Отличился во время освобождения Харьковской области Украинской ССР.
10-11 августа 1943 года в ходе боёв у села Терновая, ведя огонь из пулемёта, отбил три немецкие контратаки, что способствовало успешному штурму господствующих высот всей ротой. 30 августа во время боя к юго-западу от Мерефы, ведя огонь с расстояния менее 100 метров, уничтожил большое количество солдат и офицеров противника.
Указом Президиума Верховного Совета СССР «О присвоении звания Героя Советского Союза офицерскому, сержантскому и рядовому составу Красной Армии» от 22 февраля 1944 года за «образцовое выполнение боевых заданий командования при форсировании реки Днепр, развитие боевых успехов на правом берегу реки и проявленные при этом отвагу и геройство» был удостоен высокого звания Героя Советского Союза с вручением ордена Ленина и медали «Золотая Звезда» за номером 1439.
В 1946 году в звании старшины был демобилизован. Проживал в Томске, до выхода на пенсию работал слесарем-инструментальщиком на Томском заводе измерительной аппаратуры. Умер 25 апреля 1994 года, похоронен в Томске, на кладбище Бактин.
Был также награждён орденом Отечественной войны 1-й степени и рядом медалей.